# Steckenkraut-Strandflieder
Der Steckenkraut-Strandflieder (Myriolimon ferulaceum) ist eine Pflanzenart aus der Gattung der Strandflieder (Limonium) in der Familie der Bleiwurzgewächse (Plumbaginaceae).

## Beschreibung
Der Steckenkraut-Strandflieder erreicht Wuchshöhen von 10 bis 20 cm. Die Stängel sind bis zu 1,5 mm stark, grün, biegsam und an der Basis mit rötlich-braunen Schuppen besetzt. Die Laubblätter sind zur Blütezeit nicht ausgebildet.
Blütentragende Stängel stehen regelmäßig wechselständig, Blüten bilden sich nur in den oberen Teilen. Sie werden von 4 bis 5 mm großen Schuppen begleitet, diese sind rötlich und mit einer 1 bis 2 mm langen Grannen besetzt.
Die Blütenstände sind zusammengesetzte keulenförmige Ähren, die Teilährchen bestehen aus einer einzigen Blüte. Die inneren Tragblätter sind 4 bis 5 mm lang, abgeschnitten und von einer Vielzahl kürzerer, granniger Tragblätter umgeben. Der Kelch wird von den inneren Tragblättern umgeben, ist etwa 3 bis 3,5 mm lang und zylindrisch. Die Krone ist 5 bis 6 mm lang und pink.

## Vorkommen
Die Art kommt in der westlichen und mittleren Mittelmeerregion sowie in der Mitte und im Süden Portugals vor.

## Systematik
Als Statice ferulacea wurde die Art von Carl von Linné erstbeschrieben. Sie wurde dann in die Gattung Limonium als Limonium ferulaceum (L.) Kuntze gestellt, wird heute aber als Myriolimon ferulaceum (L.) Lledó, Erben & M.B. Crespo zur Gattung Myriolimon Lledó, Erben & M.B. Crespo gerechnet.